# Kurfürstenstraße (metropolitana di Berlino)
La stazione di Kurfürstenstraße è una stazione della metropolitana di Berlino, posta sul tronco comune alle linee U1 e U3.